# مقاومة الاتصال الحرارية
تنشأ مقاومة التلامس الحراري (بالإنجليزية: Thermal contact resistance)‏ عند وجود جسمين صلبين في حالة تلامس، ويكون هذا «الاتصال» غالباً غير كامل فتظهر مقاومة اتصال حراري بين الجسمين.
وجد عملياً أن قيمة الناقلية الحرارية للجملة المكونة من هذين الجسمين تنخفض عن القيمة المحسوبة نظرياً بسبب وجود هذه الممانعة الحرارية.

تكبير تلامس سطحين، حيث يؤثر عدم التلامس الكامل على مقدار التوصيل الحراري بين الجسمين.

تجري الدراسات حالياً لإيجاد نموذج رياضي قادر على تحديد قيمة هذا الثابت الذي يمكن اعتباره على أنه ظاهرة محلية تتعلق بتعرج وخشونة سطحي التلامس، بالإضافة إلى الخواص الحرارية للجسمين المتلامسين.

## تعريف
عند تلامس جسمين مثل A و B في الشكل 1، تنتقل الحرارة من الجسم الساخن إلى الجسم البارد. وتبين التجربة أن منحنى درجة الحرارة بين الجسمين تتخذ الشكل الموضح بالتقريب. ونلاحظ انخفاضًا مفاجئًا في درجة الحرارة عند سطح التلامس. تلك الظاهرة هي نتيجة لما يسمى «مقاومة التلامس الحراري» أو «مقاومة الاتصال الحراري»، هي خاصية متعلقة بعدم مثالية التلامس. وتعرف مقاومة التلامس الحراري بأنها حاصل قسمة الانخفاض في درجة الحرارة عند سطح التلامس مقسومًا على معدل انتقال الحرارة بين الجسمين.

وطبقًا لقانون فورير يعين انتقال الحرارة بين الجسمين بالمعادلة:
{\displaystyle q=-kA{\frac {dT}{dx}}}
حيث:
{\displaystyle q}، كمية الحرارة المنطلقة
{\displaystyle k}، التوصيلية الحرارية
{\displaystyle A}، مساحة التلامس
{\displaystyle dT/dx}، تدرج درجة الحرارة في اتجاه سريان الحرارة
والاتجاه x هو العمودي على سطح التلامس.
وبأخذ قانون بقاء الطاقة في الاعتبار، يُعطى التسريب الحراري بين الجسمين المتلامسين A و B بالمعادلة:
{\displaystyle q={\frac {T_{1}-T_{3}}{\Delta x_{A}/(k_{A}A)+1/(h_{c}A)+\Delta x_{B}/(k_{B}A)}}}
ويمكن مشاهدة أن الانتقال الحراري يعتمد على التوصيل الحراري لمادتي الجسمين
{\displaystyle k_{A}} و {\displaystyle k_{B}}،
وعلى مساحة التلامس {\displaystyle A}، وعلى مقاومة التلامس الحراري {\displaystyle 1/h_{c}}، التي هي مقلوب الناقلية الحرارية
{\displaystyle h_{c}}.

## اقرأ أيضا
- ناقلية حرارية